# Котловина обвалення

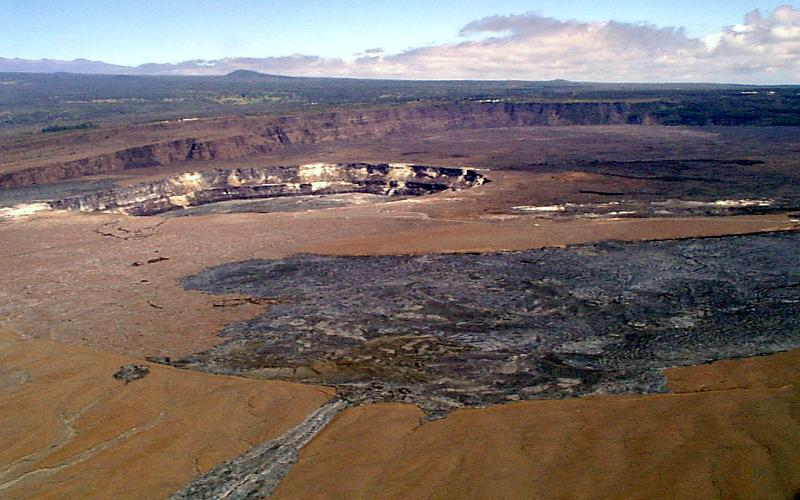
Кілауеа з Халемаумау

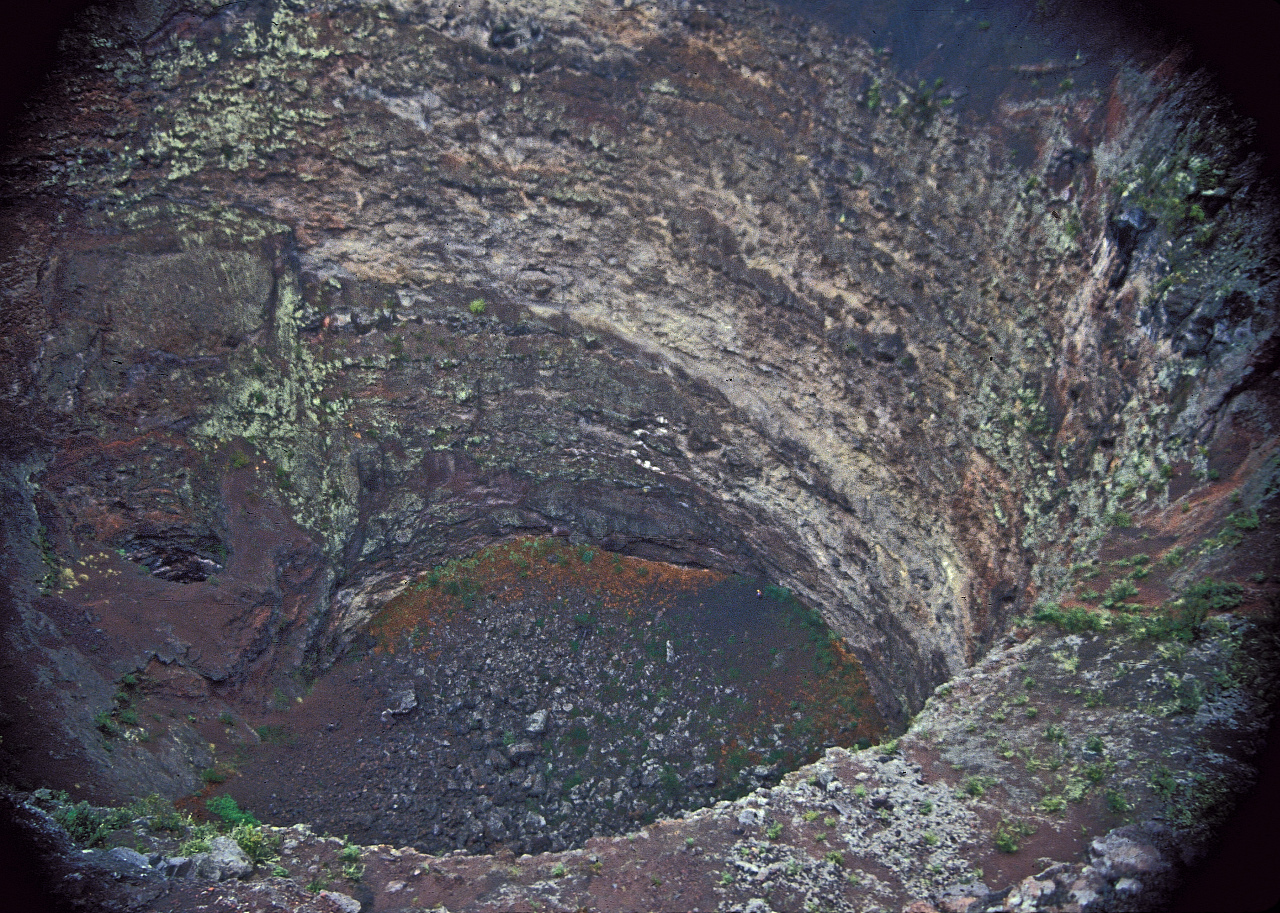
Кратер з глибокою ямою на Гаваях Хуалалай

Котлови́на обва́лення (також звана ямковим кратером (англ. Pit crater), кратером просідання або кратером обвалу) — депресія, яка виникла в результаті опускання по розломах, внаслідок провалу або осідання склепіння над підземною порожниною у вапняках або інших гірських породах, а не виверженням вулкана чи джерелом лави. Ямкові кратери є на Меркурії, Венері, Землі, Марсі та Місяці. Ямкові кратери часто зустрічаються в серії вирівняних або зміщених ланцюжків, і в таких випадках об’єкти називаються ланцюгом ямкових кратерів. Ланцюги ямкових кратерів відрізняються від ланцюгів кратерів своїм походженням. Коли стінки між котлованами в ланцюзі ямкових кратерів обвалюються, утворюються жолоби . У цих випадках кратери можуть зливатися в лінію і зазвичай зустрічаються вздовж структур розширення, таких як розломи, тріщини та грабени. Ямкові кратери зазвичай не мають піднятого краю, а також відкладень викидів і потоків лави, які пов'язані з ударними кратерами. Ямкові кратери характеризуються вертикальними стінками, які часто сповнені тріщин і отворів. Зазвичай вони мають майже круглі отвори.
На відміну від ударних кратерів, ці кратери не утворюються в результаті зіткнення з тілами з космосу. Швидше, вони можуть утворитися в результаті вибуху лави із закупореного вулкана (вибух залишає неглибоку кальдеру) або коли стеля над порожнечею недостатньо міцна, щоб запобігти обваленню матеріалу, який лежить вище. Ямкові кратери також можуть утворюватися внаслідок обвалу лавових тунелів або дайок, або через обвал магматичних комор під пухким матеріалом.
Новоутворений ямковий кратер має круті навислі боки та має всередині форму перевернутого конуса, що розширюється ближче до дна. Згодом частини, що виступають, падають у яму, а кратер заповнюється осипами з боків і даху, що руйнуються. Ямковий кратер середнього віку має циліндричну форму, але його край продовжуватиме руйнуватися, в результаті чого кратер розширюватиметься назовні, доки він не стане схожим на воронку або дренаж — вужчий унизу, ніж угорі.
У той час як і ямкові кратери, і кальдери формуються через подібні процеси, перший термін зазвичай зарезервований для менших об’єктів діаметром милю або менше. Термін «Ямковий кратер» був введений К. Вілксом у 1845 році для опису кратерів уздовж Східної рифтової зони Гаваїв.
Гаваї відомі своїми вулканами та кратерами. У 1868 році очевидець бачив, як більше двох третин басейну Кілауеа провалилося і заповнилося озером лави. Цей процес відбувався неодноразово. Сучасний щит Халемаумау почав рости, а потім впав у глибоку воронкоподібну яму. Ця яма, наповнена лавою, горіла безперервно протягом 19 років, ставши відомою як Гавайська вогняна яма. У 1924 році лавове озеро спорожніло, коли стіни кратера тріснули і обрушилися, і кратер наповнився водою, яка перетворилася на пару. Через півтора тижні Халемаумау розширився і досяг 1700 футів у глибину. На дні кальдери все ще можна побачити скелі, які викинуті вибухом з кратера.

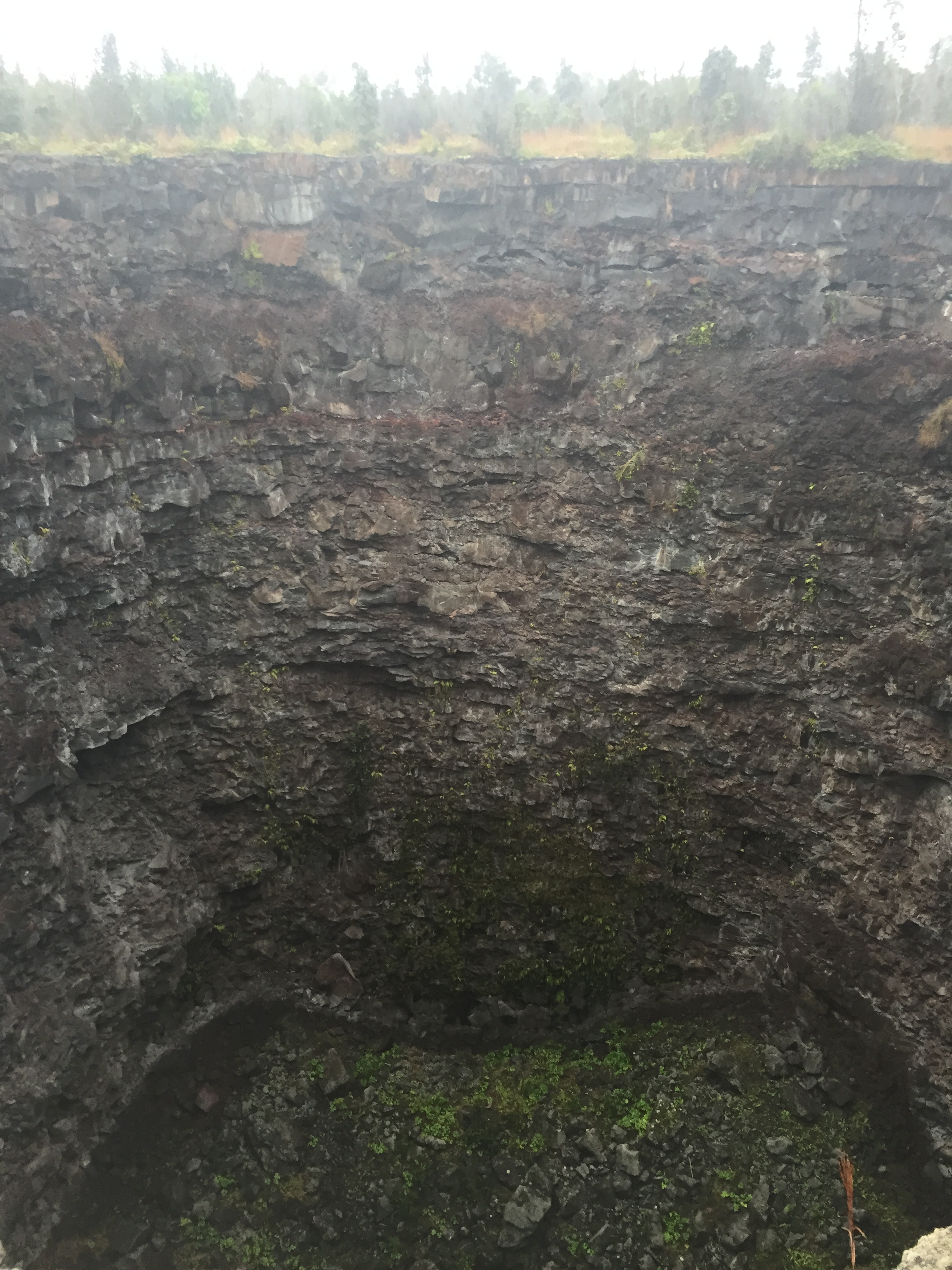
Західний край ямкового кратера Горло диявола в червні 2016 року

Горло диявола (на фото праворуч) є ще одним гарним гавайським прикладом ямкового кратера, особливо тому, що вдалося спостерігати його формування у часі. Вперше його задокументував Томас Джаггар, який оцінив його розміри як 15 м x 10,5 м x 75 м. У 1923 році Вільяма Сінклера опустили на мотузці в Горло диявола. Він виявив печеру у формі перевернутої воронки, яка розширювалася, коли він наближався до дна. Він виміряв дно отримавши приблизно 60 м у діаметрі та глибину кратера приблизно 78 м. З часом жерло кратера розширювалося, і в 2006 році розміри кратера становили 50 х 42 х 49 метрів. Таке зростання пояснюється тим, що спостерігаються шматки навислого даху, які відламуються і падають на дно. Ці уламки поступово накопичувалися на дні кратера, зменшуючи його глибину.
Процес також відбувається на поверхні Марса та інших планет земної групи. На Меркурії спостерігаються елементи, що нагадують ямкові кратери.